# Anton Fooken
Anton Fooken (geboren 6. April 1879 in Neuende; gestorben unbekannt) war ein Danziger sozialdemokratischer Politiker. 

## Leben
Anton Fooken war der älteste Sohn eines Wilhelmshavener Werftarbeiters. Er erlernte das Malerhandwerk und wanderte als Malergeselle durch Deutschland. Fooken schloss sich der SPD an. 1908 wurde er zum Geschäftsführer der Malergewerkschaft in Danzig gewählt. Seit Februar 1914 arbeitete er als Expedient bei der sozialdemokratischen Zeitung Volkswacht. Die Zeitung wurde 1920 von der Danziger Volksstimme abgelöst. Fookens Name erschien neben dem des Chefredakteurs im Impressum der Zeitung. 
Fooken war verheiratet und hatte ein Kind. Er wurde nach Kriegsende Mitglied des Landesvorstands der Vereinigten Sozialdemokratischen Partei in der Freien Stadt Danzig. Bei der Volkstagswahl in Danzig 1923 wurde er als Abgeordneter der Sozialdemokratischen Partei der Freien Stadt Danzig (SP) in den Danziger Volkstag gewählt. Bei der Volkstagswahl 1927 wurde er wiedergewählt, bei der Wahl 1930 für den verkleinerten Volkstag scheiterte seine Wiederwahl. 
Fooken kam Ende 1933 erstmals in Schutzhaft. 1936 wurde er bei Ausschreitungen der Nationalsozialisten schwer misshandelt. Im Oktober 1936 wurde die Zeitung endgültig verboten. Im November 1936 wurde er als Geschäftsführer der Zeitung wegen angeblicher Steuerhinterziehung zu zwei Monaten Gefängnis und einer Geldstrafe verurteilt. Fooken floh aus Danzig in die Tschechoslowakei. Sein weiterer Verbleib ist unbekannt.